# Xã Rusk, Quận Day, Nam Dakota
Xã Rusk (tiếng Anh: Rusk Township) là một xã thuộc quận Day, tiểu bang Nam Dakota, Hoa Kỳ. Năm 2010, dân số của xã này là 118 người.